# 顾诚
顾诚（1934年11月28日—2003年6月25日），江西南昌人，明史专家，北京师范大学历史系教授。代表作包括《明末农民战争史》、《南明史》及论文多篇，其中《南明史》曾获中国国家图书奖。

## 生平
顾诚于1934年11月28日出生于江西南昌，自小身体较为虚弱，因而于1950年高一时就因患病休学，痊愈后报名到南昌市人民检察委员会工作。1957年考入北京师范大学历史系。大学期间借勤工俭学而接触到白莲教起义及湘黔川三地苗民起义的史料，便与两名同学合作写出《清代乾嘉年间的苗民起义》。1960年，被调入由北京大学、中国人民大学、北京师范大学、北京师范学院（现首都师范大学）、河北师范学院（河北师范大学）共组的世界现代史课程教材编写组，由于表现优异，1961年即被北京师范大学通知毕业后留校工作，此后历任讲师、副教授、教授、博士生导师。
1978年5月顾诚写出《李岩质疑》，发表于《历史研究》刊物，其查验大量史料，证明在郭沫若《甲申三百年祭》中占大量篇幅的李岩实际并不存在，在史学界中引起较广泛注意。
1982年，《明末农民战争史》出版，对明末清初的农民起义有大量史料做根基清楚诠释，获得普遍认可，获得北京市哲学社会科学优秀成果二等奖。为了写这部著作，他长期沉浸于图书馆的书海中，查阅的地方志，几达1000多种，另外还包括很多正史、野史、文集、笔记、档案方面的资料。
1997年，《南明史》付梓，凭着史料扎实、考证严谨、内容丰富，因而得人“十年磨一剑”之赞誉。此书曾获中国国家图书奖和北京市哲学社会科学优秀奖。
2003年6月25日11时10分因肺癌在北京去世。

## 个人生活
顾诚喜欢夜里工作、白天睡觉，並與浓茶、抽烟、失眠、安眠药相伴，過著苦行僧似的生活。
其妻是何龙素，育有一女顾珊。

## 治学
顾诚认为研究史学，坐图书馆的习惯非常重要。他平日里除了上课及必要活动外，都是北京图书馆善本部、古籍部和科学院图书馆看书。早晨带上稿纸、笔记本和一个馒头骑着自行车到图书馆，中午休息吃馒头，然后继续阅读摘抄史料，直到闭馆才回家。
顾诚读书的方法是先阅读书籍，当在书上发现有价值的史料，便拿出小纸条夹在书内做标记，把书看到一半时便开始抄录，一条史料抄在一张稿纸上直到晚上时一定把摘抄的史料再阅读检查一遍，若遇到语气不通的情况，则怀疑错字漏字，便用红笔划上做记录，第二天再核对原书，大大减少摘抄时的笔误此外，还会用笔记本记下和当时研究问题无关的零星史料或简要备忘录，发现问题了也记录于笔记本，再去寻找其他史料印证。
《南明史》一书“凡例”中指出，全书不仅要做到“言必有据”、“无一字无出处”，而且“力求在史实上考订准确。有些问题难以下结论，只好暂时存疑，同时在正文或注解中指出疑点所在。”书中直接引用的地方志达237部，从东北、西北到东南、西南，县志、府志、州志、省志应有尽有。

## 著作

### 論文
- 《李岩质疑》，《历史研究》1978年第5期。
- 《古元真龙皇帝试释》，《历史研究》1979年第8期。
- 《李自成起事考》，《中国史研究》1979年第2期
- 《明前期耕地数新探》，《中国社会科学》1986年4期
- 《明帝国疆土的管理体制》，《历史研究》1989年第3期
- 《顺治十一年——明清相争关键的一年》，《清史论丛》1993年号

### 書籍
- 《明末农民战争史》，光明日报出版社，2012年10月版，ISBN 7511228135
- 《南明史》，光明日报出版社，2011年8月版，ISBN 7511213278
- 《顾诚著作系列·明朝没有沈万三：顾诚文史札记》，光明日报出版社，2012年10月版，ISBN 9787511231475
- 《隐匿的疆土：卫所制度与明帝国》，光明日报出版社，2012年10月版，ISBN 9787511231482
- 《李岩质疑：明清易代史事探微》，光明日报出版社，2012年10月版，ISBN 9787511231468